# Rambuteau (metrostation)
Rambuteau is een van de 13 metrostations aan de Parijse metrolijn 11. Het is gelegen op de grens tussen het 3e en 4e arrondissement. In de omgeving van het metrostation ligt Centre Pompidou. De opening vond plaats in 1935.

## Kaart

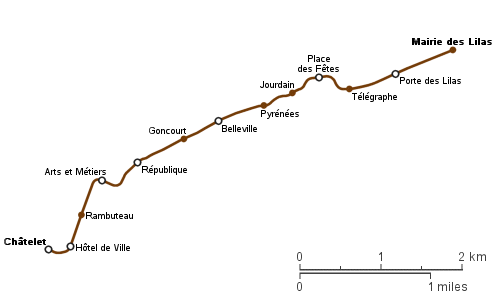
Kaartje van de Parijse metrolijn 11 en de haltes.

Châtelet · 
Hôtel de Ville · 
Rambuteau · 
Arts et Métiers · 
République · 
Goncourt · 
Belleville · 
Pyrénées · 
Jourdain · 
Place des Fêtes · 
Télégraphe · 
Porte des Lilas · 
Mairie des Lilas
Serge Gainsbourg · 
Romainville - Carnot · 
Montreuil - Hôpital · 
La Dhuys · 
Coteaux Beauclair · 
Rosny-Bois-Perrier